# Malda (Georgia)
Malda (en georgiano: მალდა; en osetio: Малда; en ruso: Малда) es una aldea que pertenece a la parcialmente reconocida República de Osetia del Sur, parte del distrito de Znaur, aunque de iure pertenece al municipio de Tighvi de la región de Iberia Interior de Georgia.

## Geografía
Malda se encuentra en el valle del río Prone oriental, a 12 kilómetros de Kornisi. 

## Historia
En 1955, la expedición de reconocimiento Shida Kartli descubrió una colina con un asentamiento del final de la Edad del Bronce en Malda.
De 1922 a 1990, formó parte del distrito de Znaur del óblast autónomo de Osetia del Sur. De 1990 a 2006, formó parte del raión de Kareli y, desde 2006, forma parte del municipio de Tighva.
Tras la guerra ruso-georgiana, ha estado ocupado por Rusia y controlado de facto por la República de Osetia del Sur. Según la división administrativa de Osetia del Sur, forma parte del distrito de Znaur.

## Demografía
La evolución demográfica de Malda entre 1959 y 2015 fue la siguiente:
| 184                                                      | 85 | 49 |
| (Fuente: Population of South Ossetia since Soviet times) |    |    |

Según el censo soviético de 1959, la mayoría de la población local eran osetios.